# موتور الله أباد شاداب (أرزوئية)
موتور الله أباد شاداب (بالإنجليزية: Mowtowr-e Allahabad-e Shadab)‏ هي منطقة سكنية تقع في إيران في Arzuiyeh Rural District.